# Antiporus uncifer
Antiporus uncifer är en skalbaggsart som beskrevs av Sharp 1882. Antiporus uncifer ingår i släktet Antiporus och familjen dykare. Inga underarter finns listade i Catalogue of Life.